# Jan Dostálek
Jan Dostálek (28. dubna 1883 Šedivec – 21. března 1955 Praha) byl československý politik, meziválečný ministr československých vlád a poslanec Národního shromáždění za Československou stranu lidovou. Po roce 1948 politicky pronásledován a vězněn.

## Biografie
Vystudoval osmiletou c. k. vyšší státní průmyslovou školu a v červnu 1904 se po předchozí stavební praxi stal zaměstnancem pražského magistrátu. Začínal jako pomocný kreslič. V letech 1907–1909 studoval jako mimořádný student zeměměřičství na české Vysoké škole technické v Praze. Studoval rovněž na akademii umění ve Vídni. První světovou válku prožil coby písař na vojenském velitelství v Praze. Po válce se vrátil na magistrát, kde působil až do roku 1939 ve funkci stavebního ředitele. Od roku 1919 byl členem zastupitelstva města Prahy, kde předsedal klubu lidoveckých zastupitelů. Byl činný i jako publicista. V letech 1919–1921 byl redaktorem revue Mír a týdeníku Pražský obzor.
Jeho politická kariéra začala v roce 1904, v roce 1906 byl zvolen zapisovatelem nově vzniklé Strany katolického lidu. Vstoupil i do jiných katolických organizací a za svou činnost získal od papeže Pia X. řád Pro Ecclesia et Pontifice. V roce 1911 stál u zrodu Katolicko-národní strany konzervativní a stal se jejím jednatelem. Od roku 1919 náležel k vedoucím činitelům Československé strany lidové (k roku 1928 uváděn jako člen předsednictva ČSL a její župní starosta v Praze). Ve 30. letech působil v čele pražské župy a tiskové komise ČSL. Přispíval do katolických periodik. Byl vyznamenán mnohými řády: Řádem rumunské koruny, papežským Řádem sv. Řehoře Velikého. Byl rytířem Řádu Božího hrobu.
V parlamentních volbách v roce 1925, parlamentních volbách v roce 1929 i parlamentních volbách v roce 1935 byl zvolen za lidovce do Národního shromáždění. Poslanecké křeslo si oficiálně podržel do formálního zrušení parlamentu roku 1939, přičemž krátce předtím ještě v prosinci 1938 přestoupil do nově vzniklé Strany národní jednoty. V roce 1928 je uváděn jako místopředseda poslanecké sněmovny.
Kromě postu poslance zastával i ministerská křesla. V druhé vládě Františka Udržala, první vládě Jana Malypetra, druhé vládě Jana Malypetra, třetí vládě Jana Malypetra, první vládě Milana Hodži, druhé vládě Milana Hodži a třetí vládě Milana Hodži, tedy v letech 1929–1938 zastával nepřetržitě ministerské funkce. Střídal posty ministra veřejných prací a ministra průmyslu, obchodu a živností.
V roce 1938 hlasoval stejně jako jeho stranický kolega Jan Šrámek a jako ministr za Národní sjednocení František Ježek proti přijetí anglo-francouzského ultimáta, které tlačilo na Československou republiku, aby přijala požadavky nacistického Německa.
Profesí byl ředitelem stavebního úřadu. Podle údajů z roku 1935 bydlel v Praze.
Po válce se krátce angažoval v ČSL, ale nesouhlasil s jejím sbližováním s KSČ. Po únoru 1948 byl vyloučen ze strany. V červenci 1954 byl zatčen příslušníky StB v rámci příprav vykonstruovaného procesu s „vedením ilegální protistátní skupiny Křesťansko-demokratické strany“. Zemřel v roce 1955 v pankrácké věznici, kam byl uvržen komunistickým režimem.
Dne 13. září 2018 byla v Kostelci nad Orlicí na domě v Mánesově ulici, kde se dnes nachází mateřská škola, umístěna pamětní tabulka Janu Dostálkovi v rámci projektu Poslední adresa, který připomíná památku obětí komunistického režimu.